# 長方形

長方形

長さ5、幅4の長方形

長方形（ちょうほうけい）、矩形（くけい）（英: rectangle）は、4つの角がすべて等しい四角形である。
平行四辺形の一種であり、平行四辺形の性質をすべて満たすほか、次の性質を有する。
- 4つの内角はすべて等しい。（すなわち直角である。）
- 2本の対角線は等しい長さを持つ。

これにより、長方形は円に内接する四角形である。
正方形は長方形の特殊な形で、4つの角がすべて等しく、4つの辺がすべて等しい四角形である。つまり、正方形は長方形の一種であり、かつ菱形の一種である。ただし、日常的な言葉では正方形と長方形は別のものとして扱う。
長方形の2組の向かい合う辺のうち、長い（か等しい）方の長さを長方形の長さ、短い（か等しい）方の長さを長方形の幅と呼ぶ。長方形の面積 {\displaystyle A} は長さ {\displaystyle x} と幅 {\displaystyle y} の積によって求められる。つまり、{\displaystyle A=xy} である。例えば、長さが5、幅が4の長方形の面積は、5×4=20となる。2番目の図を参照。
微積分学では、リーマン積分はリーマン和の長方形の幅を極限まで小さくしたときの極限値として定義される。
2つの連続する自然数の積になるような数を長方形数または矩形数という。
長方形のうち、口語で長四角（ながしかく）といえば正方形を除いた長方形を指すことが多い。

## 関連文献
- 伊藤隆「長方形の面積の公式における「縦×横」の変遷と多様性について」『群馬大学教育学部紀要. 自然科学編』第57巻、群馬大学教育学部、2009年2月、5-14頁、CRID 1050282812640627456、hdl:10087/4713、ISSN 00175668。